# グラニ

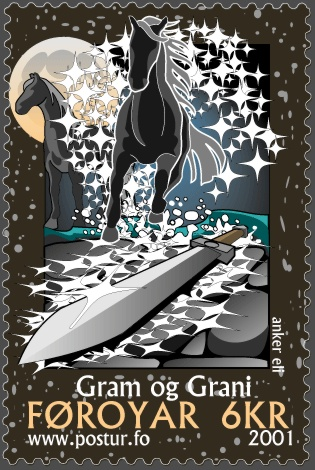
フェロー諸島で2001年に発行された郵便切手。グラニと剣グラム。

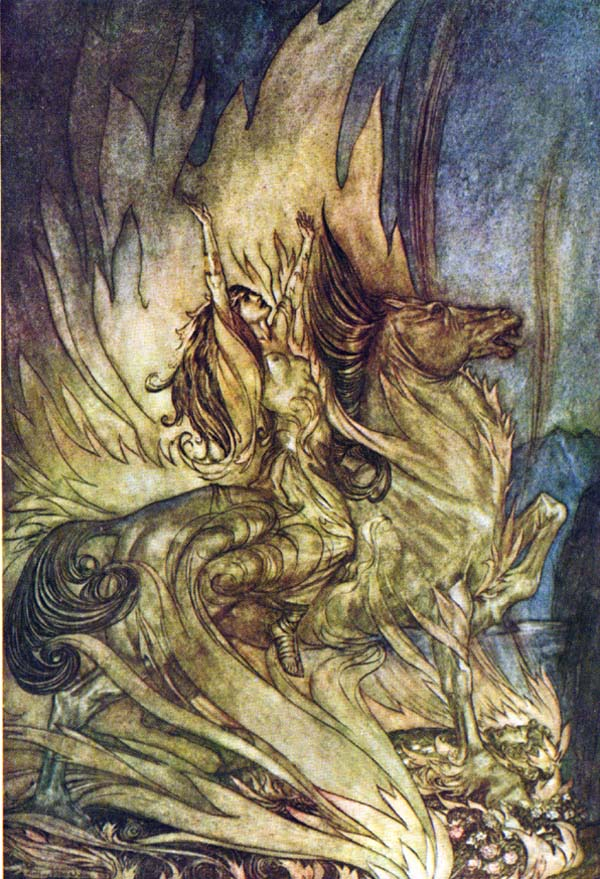
『ニーベルングの指環』より、ジークフリートの遺体とともに炎に包まれるグラーネとブリュンヒルデ。

グラニ（グラネとも。古ノルド語: Grani）は、北欧神話に登場する灰色の毛並みをした牡馬。オーディンの持つ駿馬スレイプニルの血を引いているとされる。
『ヴォルスンガ・サガ』では、シグルズはレギンに義父のヒャールプレイク王が管理する馬の中から自分の馬を求めろと言われ、王に好きな馬を選ぶ許しをもらい、行き会った老人（オーディン）の忠告を得て選んだ。
『古エッダ』の『レギンの歌』では、シグルズがヒアールプレクの飼育馬の中から自身の判断でグラニを選んだとされている。
なお、ワーグナーのオペラ『ニーベルングの指環』では、ブリュンヒルデの馬にグラーネ(Grane)という名がつけられている。